# سخاء

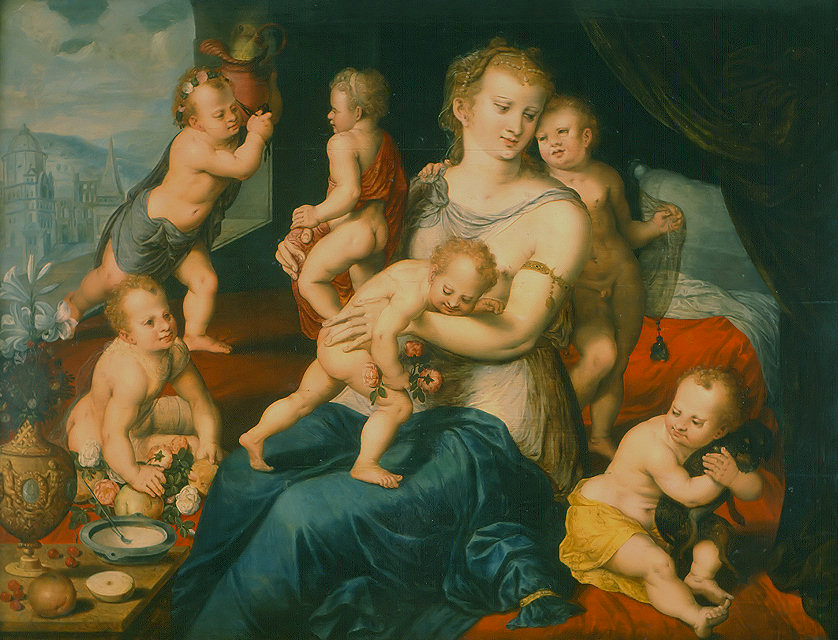

السخاء هو عادة العطاء دون توقع أي شيء في المقابل. ويمكن أن يتضمن بذل الوقت أو الأموال أو المواهب لمساعدة شخص محتاج. وغالبًا ما يتساوى مع الإحسان باعتباره فضيلة، ويحظى السخاء بقبول واسع في المجتمع كصفة مرغوبة.
وفي أوقات الكارثة الطبيعية، كثيرًا ما تقدم جهود الإغاثة، طوعًا، من قِبل أفراد أو مجموعات تعمل من جانب واحد لتقديم هبات من الوقت والموارد والبضائع والأموال، وغيرها.
يعد السخاء مبدأً إرشاديًا للعديد من المنظمات الخيرية والمؤسسات والمنظمات غير الربحية المسجلة.
قد يكون السخاء أيضًا إنفاق الوقت أو المال أو العمل على الآخرين دون الحصول على شيء في المقابل.
بالرغم من ملازمة مصطلح السخاء في الغالب لكلمة الخيرية، ففي نظر العامة يرغب العديد من الناس في الحصول على تقدير على أفعالهم الخيرة. ومع أن التبرعات لازمة لدعم المؤسسات واللجان، فلا ينبغي أن يقتصر السخاء على أوقات الحاجة الشديدة، مثل الكوارث الطبيعية والحالات القصوى.
لا يعتمد السخاء على الحالة الاقتصادية للفرد فقط، ولكنه يضم أيضًا النوايا النقية للفرد والمتعلقة بالبحث عن الصالح العام للمجتمع والعطاء من القلب. وينبغي أن يعكس السخاء شغف الفرد بمساعدة الآخرين. في البوذية، يمثل السخاء أحد الفضائل العشرة وترياق لـالسم الذي يختاره المرء لنفسه المسمى الجشع.
في الإسلام يذكر القرآن الكريم أن ما نمنحه للآخرين بسخاء ابتغاء مرضاة الله، فإنه سيعوضنا عنه. والله يعلم ما تخفي الصدور. فيقول تعالي: «قل إن ربي يبسط الرزق لمن يشاء من عباده ويقدر له وما أنفقتم من شيء فهو يخلفه. وهو خير الرازقين.» (سورة سبأ، الآيات 34:39)
إن كلمة "generosity" (سخاء) الإنجليزية الحديثة مشتقة من الكلمة اللاتينية generōsus، بمعنى «من أصل نبيل»، والتي انتقلت هي نفسها إلى اللغة الإنجليزية من الكلمة الفرنسية القديمة generous. وأصل الكلمة اللاتيني gener- هو الأصل الإعرابي لكلمة genus بمعنى «نسيب» أو «عشيرة» أو «عرق» أو «سلالة»، بينما يعني أصلها الهندي الأوروبي "gen" أن «تنجب». ونحصل من نفس الأصل على الكلمات genesis (أصل) وgentry (طبقة) وgender (الجنس) وgenital (تناسلي) وgentile (وثني) وgenius (نابغة) وغيرها من الكلمات الأخرى.
وتعكس معظم استخدامات اللغة الإنجليزية المسجلة لكلمة "generous" (سخي) وصولاً إلى القرن السادس عشر وخلاله معنى أرستقراطي يشير إلى كون الفرد من سلالة نبيلة أو أصل رفيع. وأن تكون سخيًا هو حرفيًا طريقة للتطابق مع النبل." ومع ذلك، خلال القرن السابع عشر، بدأ يتغير معنى الكلمة واستخدامها. وأصبحت كلمة "السخاء" لا تعرف إرثًا عائليًا حرفيًا، ولكن يعتقد أن نبل الروح يرتبط بالأصل الرفيع- أي بالعديد من الخصال الرائعة التي ربما تتباين الآن من شخص لآخر، وهو ما لا يستند إلى تاريخ العائلة، ولكن إذا ما كان يتصف الشخص بتلك الصفات فعليًا. وبهذه الطريقة، زاد استخدام كلمة "السخاء" في القرن السابع عشر بمعنى مجموعة متنوعة من الخصال الشخصية وأفعال ترتبط تاريخيًا (سواءُ أكان ذلك صحيحًا أم لا) بأمثلة النبل الحقيقية: الشهامة والشجاعة والقوة والغنى والدماثة والإنصاف. علاوة على وصف هذه الخصال البشرية المتعددة، أصبحت تستخدم كلمة "generous" خلال هذه الفترة لتصف الأرض الخصبة وقوة سلالات الحيوانات ووفرة المواد الغذائية وسطوع الألوان وقوة المشروبات وفعالية الدواء.
بعد ذلك، خلال القرن الثامن عشر، استمر معنى كلمة "generosity" في التطور في اتجاهات تشير إلى المعنى المعاصر الأكثر تحديدًا؛ ألا وهو الجود والكرم والسخاء في منح الأموال والممتلكات للآخرين. وبات يهيمن هذا المعنى الأكثر تحديدًا على استخدام الكلمة في اللغة الإنجليزية بحلول القرن التاسع عشر. وعلى مدى القرون الخمسة الماضية في العالم المتحدث باللغة الإنجليزية، تطورت كلمة "generosity" من كونها في الأساس وصفًا للمكانة الموروثة المتعلقة بالصفوة من النبلاء؛ حيث متوقعًا منهم أن يكونوا هدفًا محققًا من الخصال الشخصية الرائعة والأفعال التي يمكن أن يؤديها مبدئيًا أي شخص تعلم الفضيلة والشخصية النبيلة (سميث 2009).

## السخاء في الأديان
السخاء معروف بأنه الإحسان في الكتاب المقدس والعطاء في النصوص الدينية الشرقية.

### السخاء في المعرفة
- الكنيسة التبشيرية النسخية تذكر أن المعارف كلها حق للجميع ونسخ/مشاركة المعلومات أمر مقدس.
- ووفقًا لما ورد في الكتاب المقدس، فإن امتلاك كل المعرفة الموجودة في العالم أمر غير ذي نفع ما لم تكن لديك الرغبة في فعل الخير والإحسان (المشاركة).:
- وفي الكتاب المقدس، يشار إلى عرقلة تدفق المعرفة بأنه تدمير للبشرية:
- فيديا دان(विद्या दान) المترجمة إلى التصدق بالمعرفة، أحد مفاهيم العطاء، هي مبدأ في كل الديانات الدرامية التي تقدر أيضًا مشاركة المعرفة.[1][2]
- جيان يوغا/الجنانايوغا(ज्ञान योग) المترجمة إلى ممارسة الحكمة أو مسار المعرفةهي البحث المقدس عن المعرفة الحقيقية في جميع الديانات الدرامية.
- في الهندوسية، المعرفة الصحيحة هي صورة للإله وأي شيء يكتب أو يسجل عن المعرفة يعتبر مقدسًا ويكون محميًا من الغموض:

अपूर्व: कोपि कोशोयं विद्यते तव भारति |
व्ययतो वॄद्धिम् आयाति क्षयम् आयाति संचयात् ||
- الترجمة: آه أيتها الإلهة ساراسواتي، لقد أذهلني كنز معرفتك (فيديا) حقًا! إذا استخدمناه (شاركناه) ازداد، وإذا لم نستخدمه (أخفيناه) انخفض!
- وفي الإسلام، ورد في الأثر عن النبي محمد (ص): «الحكمة ضالة المؤمن حيثما وجدها فهو أحق بها»[3]

كذلك، قال النبي محمد (ص): «من سئل عن علم فكتمه ألجمه الله بلجام من نار يوم القيامة.»

## البحث والمعرفة
أثبتت البحوث الحديثة ارتباط السخاء بالتعاطف. وفي البحث الذي أجراه بول جيه زاك وزملاؤه ونشر في مكتبة العلوم العامة وان (Public Library of Science ONE)، تم إعطاء هرمون الأوكسيتوسين الببتيدي أو الهرمون الوهمي لحوالي 100 فرد، ثم طلب منهم اتخاذ قرارات عديدة تتعلق بالأموال. وتم استخدام إحدى المهام، لعبة الدكتاتور، لقياس مدى الإيثار من خلال مطالبة الأفراد بإجراء تحويل بلا تعويض بمبلغ 10 دولارات حصلوا عليها من القائمين على التجربة إلى شخص غريب مشارك في التجربة؛ ووجد أن هرمون الأوكسيتوسين لم يكن له أي تأثير على الإيثار.
وكانت المهمة الأخرى استخدام لعبة الإنذار لقياس درجة السخاء. وفي هذه اللعبة، تم منح شخص مبلغ 10 دولارات وطلب منه تقديم حصة من المبلغ لشخص آخر مشارك في التجربة، وتم كل ذلك بالكمبيوتر. وإذا لم يعجب الشخص الثاني الحصة التي حصل عليها، يمكنه رفضها (مثلاً، إذا كانت شحيحة) ويحصل الاثنان في هذه الحالة على صفر. وفي تغيير ذكي لخطوات اللعبة، أخبر الباحثون المشاركين أنه سيتم اختيارهم عشوائيًا ليكونوا إما الشخص مقدم العرض أو الشخص الذي سيتجاوب معه. وهذا تطلب من الشخص مقدم العرض وضع منظور الآخر في اعتباره صراحةً. وتم تعريف السخاء على أنه عرض أكبر من الحد الأدنى اللازم للقبول. وقد زاد هرمون الأوكسيتوسين السخاء بنسبة 80% مقارنةً بهؤلاء الذين حصلوا على الهرمون الوهمي. هذا بالإضافة إلى أن هرمون الأوكسيتوسين كان أهم مرتين كميًا فيما يخص التنبؤ بالسخاء مثلما كان في الإيثار.

## علم السخاء
يبحث علم السخاء الذي بدأ في جامعة نوتردام في مصادر السخاء وجذوره وأسبابه؛ ودلائل وتعبيرات السخاء؛ وكذا نتائج السخاء على كل من المانحين والممنوحين. ويتم تعريف السخاء لأغراض هذا المشروع على أنه فضيلة منح الأشياء الجيدة للآخرين طواعية وبوفرة.

## سلسلة فعاليات السخاء الخيرية المتعددة للركض/المشي مسافة 5 كيلومترات
السخاء هو سلسلة من فاعليات الركض/المشي مسافة 5 كيلومترات والمصممة للاستفادة من صفة السخاء في الأعمال الخيرية. ويرتب سلسلة السخاء مؤسسة فعاليات السخاء (GENevents).